# Maison de Habsbourg-Lorraine
 (août 2024).
Si vous disposez d'ouvrages ou d'articles de référence ou si vous connaissez des sites web de qualité traitant du thème abordé ici, merci de compléter l'article en donnant les références utiles à sa vérifiabilité et en les liant à la section « Notes et références ».
Seule branche légitime actuellement subsistante de la maison de Lorraine, les membres de la maison impériale et royale de Habsbourg-Lorraine sont issus du mariage de François III, duc de Lorraine et de Bar (1708-1765), et de Marie-Thérèse de Habsbourg (1717-1780), « roi » de Hongrie et de Bohême et archiduchesse souveraine d'Autriche, célébré à Vienne le 12 février 1736.
Les membres de cette branche, héritant des possessions patrimoniales des Habsbourg et de leur vocation à l'Empire, mais descendant en ligne mâle de la maison de Lorraine, accolent les deux noms. Ainsi, à l'ouverture de son procès, la reine de France Marie-Antoinette d'Autriche se présente comme « Marie-Antoinette de Lorraine d'Autriche ».
Cette maison n'est reconnue parmi la noblesse belge que pour deux de ses branches : la branche de Habsbourg-Lorraine et celle de Habsbourg-Este.

## Histoire de la dynastie

### Domaines des Habsbourg-Lorraine
Cette branche règne sur :
- le duché de Parme et Plaisance (de 1735 à 1748 et de 1814 à 1847) ;
- le grand-duché de Toscane (de 1737 à 1806) ;
- les Pays-Bas autrichiens (future Belgique) (de 1740 à 1789 et de 1790 à 1794) ;
- le duché de Milan puis royaume de Lombardie-Vénétie (de 1740 à 1866) ;
- le duché de Brabant (de 1740 à 1794) ;
- le duché du Luxembourg (de 1740 à 1795) ;
- le royaume de Bohême (électeur), (de 1740 à 1741 et de 1743 à 1918, non couronnés de 1848 à 1918) ;
- le royaume de Hongrie (de 1740 à 1946) ;
- le royaume de Germanie (de 1745 à 1806) ;
- le Saint-Empire romain germanique (de 1765 à 1806) ;
- l'archiduché puis l'empire d'Autriche (de 1780 à 1918) ;
- le duché de Modène et Reggio (de 1814 à 1859) ;
- le Second Empire mexicain (de 1864 à 1867) ;
- la maison de Habsbourg-Lorraine présida la Confédération germanique (de 1815 à 1848 et de 1850 à 1866).

et donne des épouses aux souverains européens :
- France (royaume et Empire) : Marie-Antoinette d'Autriche (de 1770 à 1793 (jusqu'à la mort) pour Louis XVI, Marie-Louise d'Autriche (de 1810 à 1821) pour Napoléon Ier.
- Naples et Sicile : Marie-Caroline d'Autriche (de 1768 à 1806) pour Ferdinand Ier, Marie-Thérèse de Habsbourg-Lorraine-Teschen de 1837 à 1859 pour le roi des Deux-Siciles Ferdinand II.
- Espagne : Marie-Christine d'Autriche (de 1879 à 1885) pour le roi d'Espagne Alphonse XII.
- Portugal et Brésil : Marie-Léopoldine d'Autriche (de 1817 à 1826 (jusqu'à la mort) pour l'empereur du Brésil Pierre Ier.
- Belgique et Congo : Marie-Henriette de Habsbourg-Lorraine (de 1853 à 1902 (jusqu'à la mort) pour le roi des Belges Léopold II.
- Parme : Marie-Amélie de Habsbourg-Lorraine (de 1769 à 1802) pour le duc de Parme Ferdinand Ier.
- Sardaigne et Savoie et Piémont : Marie-Thérèse d'Autriche-Este (de 1802 à 1821) pour le duc de Savoie Victor-Emmanuel Ier, Marie-Thérèse de Habsbourg-Toscane (de 1817 à 1849 (jusqu'à la mort)) pour Charles-Albert de Sardaigne, Adélaïde de Habsbourg-Lorraine (de 1842 à 1855 (jusqu'à la mort)) pour le roi d'Italie Victor-Emmanuel II.
- Royaume de Bavière : Marie-Thérèse de Modène (de 1868 à 1919 (jusqu'à la mort)) pour Louis III de Bavière.
- Royaume de Saxe : Marie-Thérèse d'Autriche (1827 (jusqu'à la mort)) pour Antoine Ier de Saxe, Caroline de Habsbourg-Lorraine (de 1819 à 1832 (jusqu'à la mort)) pour Frédéric-Auguste II de Saxe, Louise-Antoinette de Habsbourg-Toscane (de 1891 à 1903) pour Frédéric-Auguste III de Saxe.
- Liechtenstein : Élisabeth de Habsbourg-Lorraine avec le prince Aloïs de Liechtenstein (?(jusqu’à la mort)).
- Électorat de Bavière (électorat) et palatinat du Rhin (électorat : Marie-Léopoldine de Modène (de 1795 à 1799 pour Charles-Théodore de Bavière (+ 1799).

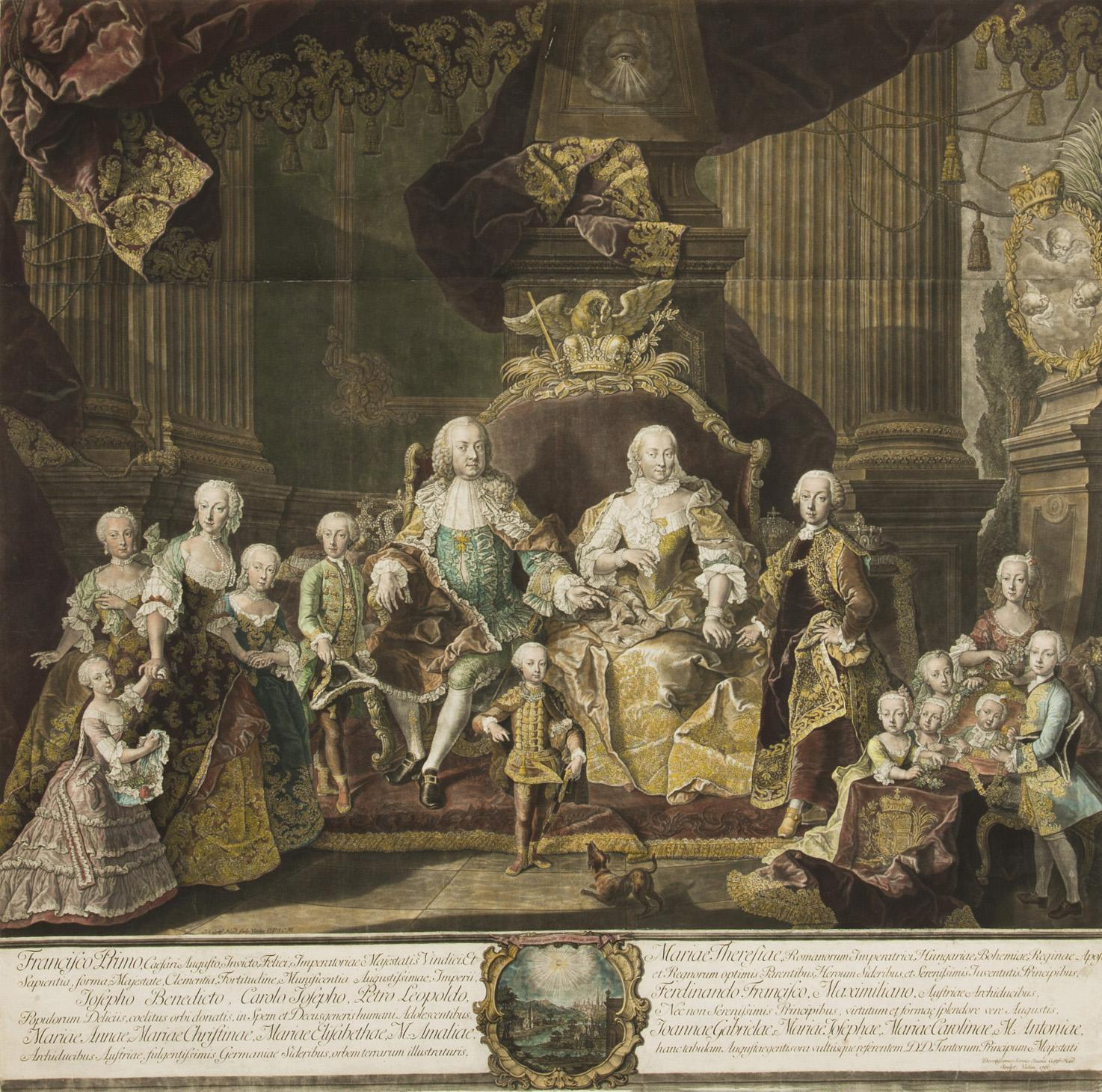
La famille impériale (Hain, 1760).

certaines seront mères des futurs dirigeants et, le cas échéant, assumeront la régence pour leur souverain mineur :
- France : Napoléon II (1815).
- Rome : Napoléon II (1811-1814).
- Deux-Siciles : François Ier (1825-1830).
- Espagne : Alphonse XIII (1886-1931) (prétendant légitimiste aux trônes de France et de Navarre).
- Portugal : Marie II (1826-1828).
- Empire du Brésil : Pierre II (1831-1889).
- Étrurie : Louis Ier (1801-1803).
- Royaume d'Italie : Victor-Emmanuel II (1861-1878) et Humbert Ier (1878-1900).
- Sardaigne et Savoie : Victor-Emmanuel II (1849-1861).
- Liechtenstein : François-Joseph II (1906-1989)

François III, duc de Lorraine et de Bar succède à son père le duc Léopold Ier de Lorraine en 1729. Il réside à la cour d'Autriche où ses parents l'ont envoyé à 15 ans terminer son éducation (dans le secret espoir de le voir devenir l'époux de l'archiduchesse héritière Marie-Thérèse d'Autriche). La politique rejoint les sentiments car la jeune princesse tombe amoureuse du jeune homme et ne veut épouser que lui. La France s'oppose au projet : déjà frontalière des Pays-Bas autrichiens, le gouvernement du roi Louis XV ne voit pas sans inquiétude la Lorraine et le Barrois entrer dans le giron de l'ennemi héréditaire Habsbourg. La guerre de succession de Pologne en 1733 met fin diplomatiquement au désaccord : le roi de France consent au mariage si le duc de Lorraine échange ses possessions contre la Toscane dont le grand-duc Jean-Gaston de Médicis n'a pas d'héritier. Les duchés sont cédés à titre viager au beau-père du roi de France, (Stanislas Leszczynski, roi de Pologne déchu qui fait office de souverain fantoche soumis à la France). À la mort de ce roi septuagénaire, Lorraine et Barrois deviennent Français. François III, après avoir longtemps refusé, finit par s'incliner au début de 1736. S'il renonce à ses terres, François III en conserve les titres de duc de Lorraine et de Bar qu'il transmet à ses descendants. L'archiduc Otto de Habsbourg-Lorraine, fils aîné du dernier empereur, raconte qu'avant de mourir prématurément son père l'ex-empereur et l'empereur d'Autriche Charles Ier lui a dit : « N'oubliez pas la Lorraine ».

### Fin de la domination de la maison de Habsbourg-Lorraine en Europe
En 1806, le bouleversement des États germaniques par Napoléon Ier signe la disparition du Saint-Empire romain germanique. Cependant, en prévision de la perte de son titre d'empereur des Romains, François II se déclare lui-même empereur héréditaire d'Autriche en 1804, juste après que Bonaparte s'est déclaré « empereur des Français ».
Nostalgique de la gloire passée, l'ex-François II utilise un titre officiel développé :

« Nous, François le premier, par la grâce de Dieu, empereur d'Autriche ; roi de Jérusalem, Hongrie, Bohême, Dalmatie, Croatie, Slavonie, Galicie, et Lodomirie ; archiduc d'Autriche ; duc de Lorraine, Salzbourg, Wurtzbourg, Franconie, Styrie, Carinthie, et Carniole ; grand-duc de Cracovie; prince de Transylvanie ; margrave de Moravie ; duc de Sandomir, Masovie, Lublin, haute et basse Silésie, Auschwitz et Zator, Teschen, et Frioul ; prince de Berchtesgaden et Mergentheim ; prince-comte de Habsbourg, Gorizie et Gradisce, et de Tyrol ; et margrave des haute et basse Lusace et d'Istrie »

Son titre d'usage reste néanmoins celui d'« empereur d'Autriche ».
En 1867 une autonomie effective est octroyée à la Hongrie à l'intérieur de l'empire d'Autriche sous les termes du « compromis » Ausgleich (voir Autriche-Hongrie). Le titre du chef d'État devient alors « empereur d'Autriche et roi de Hongrie », bien que l'on parle aussi d'« empereur d'Autriche-Hongrie ».
En 1918, Charles Ier, dernier souverain renonce à l'exercice du pouvoir, sans toutefois abdiquer. Il est contraint à l'exil en 1919. Les membres de la maison de Habsbourg-Lorraine qui refusent de prêter serment à la nouvelle république autrichienne sont également contraints à l'exil et leurs biens sont confisqués. La loi d'exil s'applique toujours aux descendants de l'empereur Charles dans les mêmes conditions. L'archiduc Rodolphe intente un procès contre l'État autrichien qu'il gagne au motif que la loi ne peut s'appliquer à lui, né en exil. Cette loi a été abrogée par le chancelier Engelbert Dollfuss en 1936. Elle est remise en vigueur par le gouvernement autrichien en 1945. Othon de Habsbourg-Lorraine, chef de la maison, député européen, signe pour sa part l'acte de reconnaissance de la république d'Autriche. Il y est connu comme le Dr Otto Habsbourg-Lorraine, la république d'Autriche ne reconnaissant pas officiellement les titres de noblesse.

### La maison de Habsbourg-Lorraine de nos jours
Si l'aîné des descendants de l'empereur François Ier et de l'impératrice Marie-Thérèse, Georg de Hohenberg, n'est pas un membre de la maison de Habsbourg-Lorraine, le chef de la maison est l'archiduc Charles de Habsbourg-Lorraine (né en 1961), fils de l'archiduc Otto de Habsbourg-Lorraine (1912-2011), lui-même fils aîné du dernier empereur d'Autriche, Charles Ier. Seul, l'archiduc Charles a le droit de porter le titre de « duc de Lorraine et de Bar ». Son père, l'archiduc Otto, se fait appeler duc de Bar.
C'est à Nancy que, le 10 mai 1951, l'archiduc Otto de Habsbourg-Lorraine fait bénir son mariage avec la princesse Regina de Saxe-Meiningen (1925-2010). Cinquante ans plus tard, lorsqu'il revient fêter ses noces d'or en l'église des Cordeliers de Nancy avec toute sa famille, le descendant du duc François III déclare : « Je suis venu à Nancy parce que je suis Lorrain ». L'archiduc apporte son plus ferme soutien au chantier de restauration qui suit l'incendie dont est victime le château de Lunéville, le « Versailles Lorrain », en 2003. Une relique de l'empereur Charles Ier, béatifié en 2004, est déposée en l'église Saint-Epvre de Nancy.
Le 29 décembre 2012, après une cérémonie d'hommage à ses ancêtres ducs de Lorraine et de Bar, en la chapelle de l'église des Cordeliers de Nancy, l'arrière petit-fils de l'archiduc Otto, l'archiduc Christoph de Habsbourg-Lorraine épouse Adélaïde Drapé-Frisch en la basilique Saint-Epvre de Nancy marquant la fidélité des descendants de François III à leur patrie d'origine.
Georg de Hohenberg, né en 1929 d'un mariage morganatique, est issu d'une branche morganatique de la maison de Habsbourg-Lorraine, tout comme les comtes de Méran (issus du mariage morganatique de l'archiduc Jean, frère de l'empereur François II avec la fille d'un maître de postes). Toutefois les effets conjugués de la Pragmatique Sanction (1713) et la renonciation par l’archiduc François-Ferdinand d'Autriche pour ses héritiers à leur qualité de membres dynastes de la maison de Habsbourg-Lorraine, en application du statut de sa maison (1900), exclut les membres de la famille Hohenberg de tout droit aux titres et honneurs de la maison d'Autriche.

## Souverains de la maison de Habsbourg-Lorraine
- Maison de Lorraine
  - François Ier, empereur des Romains, grand-duc de Toscane, duc de Lorraine et de Bar
    - Joseph II, empereur des Romains, archiduc d'Autriche
    - Léopold II, empereur des Romains, archiduc d'Autriche, roi de Hongrie et de Bohême
      - François II, empereur des Romains, archiduc puis empereur d'Autriche, roi de Hongrie et de Bohême
        - Ferdinand Ier, empereur d'Autriche, roi de Hongrie, de Bohême et de Lombardie-Vénétie
        - François-Charles, archiduc d'Autriche
          - François-Joseph Ier, empereur d'Autriche, roi de Hongrie, de Bohême et de Lombardie-Vénétie
            - Rodolphe, archiduc d'Autriche

          - Maximilien Ier, empereur du Mexique
            - Maison de Habsbourg-Iturbide

          - Charles-Louis
            - François-Ferdinand, archiduc d'Autriche
              - Maison de Hohenberg

            - Otto
              - Charles Ier, empereur d'Autriche, roi de Hongrie, de Bohême, de Croatie-Slavonie
                - Otto, archiduc d'Autriche
                  - Charles

      - Ferdinand III, grand-duc de Toscane
        - Maison de Habsbourg-Toscane

    - Ferdinand, archiduc d'Autriche
      - Maison de Habsbourg-Este

Fondateurs
- 1740-1780 : Marie-Thérèse d'Autriche, archiduchesse souveraine d'Autriche et « roi » de Hongrie et de Bohême sous le nom de Marie-Thérèse Ire.
- François III de Lorraine 1729-1737 devient François Ier du Saint-Empire de 1745 à 1765.

Empereurs du Saint-Empire romain germanique, « roi » de Hongrie et de Bohême, archiduc souverain d'Autriche
- 1765-1790 : Joseph II, également roi de Hongrie et de Bohême et archiduc souverain d'Autriche (à partir de 1780).
- 1790-1792 : Léopold II, également roi de Hongrie et de Bohême et archiduc souverain d'Autriche, auparavant grand-duc de Toscane.
- 1792-1806 : François II, également roi de Hongrie et de Bohême et archiduc souverain d'Autriche (jusqu'en 1804), puis empereur d'Autriche.

Empereurs d'Autriche, rois de Hongrie et de Bohême
- 1804-1835 : François Ier.
- 1835-1848 : Ferdinand Ier d'Autriche.
- 1848-1916 : François-Joseph Ier d'Autriche.
- 1916-1918 : Charles Ier, mort en exil en 1922.

Empereur du Mexique
- 1864-1867 : Maximilien Ier.

Grands-ducs de Toscane
- 1765-1790 : Léopold Ier de Toscane, ensuite empereur.
- 1790-1800 : Ferdinand III de Toscane, 1814-1824.
- 1824-1849, puis 1849-1859 : Léopold II de Toscane.
- 1859-1860 : Ferdinand IV de Toscane.

Ducs souverains de Modène et Reggio, branche dite d'Autriche-Este
- 1814-1846 : François IV de Modène.
- 1846-1859 : François V de Modène.

Duchesses de Parme
- Marie-Amélie de Habsbourg-Lorraine.
- 1814-1847 : Marie-Louise d'Autriche, duchesse souveraine de Parme.

Impératrice du Brésil
- Marie-Léopoldine d'Autriche.

Reine de Portugal
- Marie-Léopoldine d'Autriche.

Reine et régente d'Espagne
- Marie-Christine d'Autriche.

Reine des Belges
- Marie-Henriette de Habsbourg-Lorraine.

Reine de France
- Marie-Antoinette d'Autriche.

Impératrice des Français et reine d'Italie
- Marie-Louise d'Autriche.

Reines de Naples et de Sicile
- Marie-Caroline d'Autriche.
- Marie-Thérèse de Habsbourg-Lorraine-Teschen.

Reines de Sardaigne
- Marie-Thérèse d'Autriche-Este.
- Marie-Thérèse de Habsbourg-Toscane.
- Adélaïde de Habsbourg-Lorraine.

Électrice de Bavière et du Palatinat Rhénan
- Marie-Léopoldine de Modène.

Reine de Bavière
- Marie-Thérèse de Modène.

Reines de Saxe
- Marie-Thérèse d'Autriche.
- Caroline de Habsbourg-Lorraine.
- Louise-Antoinette de Habsbourg-Toscane.